# Rádio Bandeirantes Brasília
Rádio Bandeirantes Brasília é uma emissora de rádio brasileira sediada em Brasília, no Distrito Federal. Opera no dial FM, na frequência 89,9 MHz, e é uma emissora própria da Rádio Bandeirantes, fazendo parte do Grupo Bandeirantes de Comunicação. A frequência nasceu a partir da Brasília Super Rádio, fundada em 30 de junho de 1980 pelo jornalista Mário Garófalo, que ficou bastante famosa com sua ênfase na música clássica e erudita. Em 2018, anunciou uma afiliação em um modelo de parceria com a Alpha FM, encerrando o formato em 2024.

## História
A 89,9 MHz foi entregue ao jornalista Mário Miguel Nicola Garófalo através do presidente Juscelino Kubitschek, amigo que fez convite para fazer residência em Brasília. Com objetivo de tocar "só música de qualidade" na emissora, a Brasília Super Rádio FM foi fundada em 30 de junho de 1980 e inaugurada pelo Papa João Paulo II, quando vez sua primeira visita oficial pelo Brasil tendo passagem por Brasília. Em 30 anos de atividade independente no Distrito Federal, a Brasília Super FM era a única emissora no mundo, com exceção apenas da Rádio do Vaticano, a ter sido inaugurada por um Papa. Em abril de 2018, a empresa paulista Emerge passou a prestar serviços para a rádio. Esta entendeu que deveria ser colocada uma nova emissora na 89.9 FM. No dia 30 de abril, a Brasília Super FM encerrou seus programas e divulgou um comunicado em seus intervalos comerciais, onde anunciou que passaria a se chamar Alpha FM a partir de 1.º de maio, com nova segmentação e programação. A programação da Brasília Super Rádio continuaria somente via aplicativo e transmissão na internet, mas a constar do início de fevereiro de 2019, os serviços online se encontraram indisponíveis, caracterizando o fim do que ainda restava da programação original por completo. O jornalista Felipe Moraes, do site Metrópoles, revelou que a dívida da emissora junto ao ECAD era milionária e que não haveria cobranças para a transmissão online.
A programação da Alpha FM Brasília entrou no ar oficialmente em 7 de maio. Em reação ao fim da Brasília Super Rádio no dial, o pianista Ricardo Pimentel (que se apresentava no Um Piano ao Cair da Noite) criou um abaixo-assinado on-line para tornar a rádio patrimônio cultural e imaterial do Distrito Federal. Em 2020, a rádio passou a transmitir alguns jornais da BandNews FM Brasília em simultâneo, como parceria.
Em 2021, a rede adota um novo posicionamento e uma nova plástica, porém, a afiliada de Brasília não segue o padrão e o mantém até a extinção da rádio em 2024. Ao mesmo tempo, foi assumida pelo Grupo Vega de Comunicação.
Em 2024, a rádio foi substituída pela Nossa Rádio, da Igreja Internacional da Graça de Deus. Era a primeira vez que a rádio operava na capital federal. Porém, no fim do ano, a Nossa Rádio teve suas operações encerradas sem aviso prévio.
No dia 05 de julho de 2025, foi anunciado que o Grupo Bandeirantes de Comunicação passou a operar a frequência, e que a Rádio Bandeirantes iria retornar a cidade, sob o comando do grupo. A rádio teve uma afiliada na capital entre 2007 e 2016, na frequência 1410 kHz em AM, pertencente ás Organizações Paulo Octávio. A grande novidade é que a rádio segue um modelo diferente da rede, já que além de programação jornalística, a rádio também teria programação musical adulto-contemporânea. A rádio estreou oficialmente no dia 25 de julho, durante o Jornal Gente, e contou com a presença de João Carlos Saad, presidente do Grupo Bandeirantes.